# Multifractale

Un attracteur étrange composant une multifractale.

La géométrie multifractale est une extension de la géométrie fractale aux mesures mathématiques. Par extension, les mesures multifractales respectent la propriété d'invariance d'échelle. Le passage d'un ensemble de points à une mesure induit une complexification des comportements scalants. Dans une fractale usuelle, un seul comportement scalant régit sa forme. 
Avec une mesure multifractale, plutôt que d'avoir un unique comportement scalant, on observe une multitude de comportements scalants entremêlés. Pour décrire cette pluralité de comportements scalants, une unique dimension fractale est insuffisante et les chercheurs ont recours à des outils plus sophistiqués. Une première approche consiste à utiliser des dimensions fractales généralisées. Une deuxième approche repose sur l'évaluation d'un spectre multifractal. En pratique, pour une large classe d'objets multifractals, ces deux approches sont équivalentes et l'on passe de l'une à l'autre à partir d'une transformée de Legendre.

## Spectre
{\displaystyle D_{q}={\frac {1}{q-1}}log(\sum _{i=1}^{n}P_{i}^{q})}

## Dimensions
En géométrie multifractale, comme en géométrie fractale classique, la notion de dimension est plurielle. Dans la littérature, il existe principalement deux types de mesures qui sont : les dimensions apparentées à la dimension de Minkowski (ou dimension de box-counting), et celles apparentées à la dimension de Hausdorff.
La dimension de Hausdorff est définie pour tout ensemble et donc toute mesure, mais difficile à calculer, et ce sont les dimensions apparentées aux dimensions dites de Box-counting qui sont utilisées en pratique. 
La dimension multifractale de box-counting est définie comme passage à la limite de l'entropie de Rényi.

## Application en finance
Laurent-Emmanuel Calvet et Adlai Fisher ont développé des modèles multifractals permettant d'évaluer le risque des actifs financiers.